# Ådalskyrkan, Kramfors
För andra betydelser, se Ådalskyrkan.
Ådalskyrkan var en kyrkobyggnad och frikyrka i Kramfors tätort, vid stadsdelen Limsta (Sörlimsta).
Kyrkan uppfördes i samband med att baptistförsamlingen och missionsförsamlingen i Kramfors hade slagit sig samman och bildade Ådalskyrkans församling, och beslöt sig för att bygga en egen kyrka vilken invigdes den 5 december 1971. Den uppfördes i likadan tegelfasad som Ådalsskolan och Ådalshallen, försågs med en kyrkklocka och fick två våningar; kyrksalen på den övre, och en tvårums församlingsgård på bottenplanen.
Med tiden sjönk församlingens medlemsantal som slutligen blev så få att kyrkan fick läggas ned, varefter byggnaden såldes till Ryggakuten och LärKan, 2009. Byggnaden i sig finns kvar, men utan klockspel och interiören gjordes om till konferenslokal. År 2024 tog Mondi Group AB vid Dynäsfabriken över ägarskapet av byggnaden i bland annat utbildningssyfte.